# يايكو واتانابي
يايكو واتانابي (باليابانية: 渡辺やよい؛ بالكانا: わたなべ やよい) هي ممثلة يابانية، ولدت في 24 أغسطس 1952 في كيتا في اليابان.

## وصلات خارجية
- يايكو واتانابي على موقع IMDb (الإنجليزية)
- يايكو واتانابي على موقع قاعدة بيانات الفيلم (الإنجليزية)